# Джек Лафер
Джек Лафер (англ. Jack Laugher, 30 січня 1995, Гаррогейт, Велика Британія) — британський стрибун у воду, олімпійський чемпіон та срібний призер Олімпійських ігор 2016 року, чемпіон Європи, призер чемпіонатів світу та Європи.

## Виступи на Олімпіадах
| Олімпіада           | Дисципліна                                | Місце |
| ------------------- | ----------------------------------------- | ----- |
| Лондон 2012         | стрибки з 3-метрового трампліна           | 27    |
| Ріо-де-Жанейро 2016 | стрибки з 3-метрового трампліна           | 2     |
| Ріо-де-Жанейро 2016 | синхронні стрибки з 3-метрового трампліна | 1     |
| Токіо 2020          | стрибки з 3-метрового трампліна           | 3     |
| Токіо 2020          | синхронні стрибки з 3-метрового трампліна | 7     |